# Eurojet EJ200

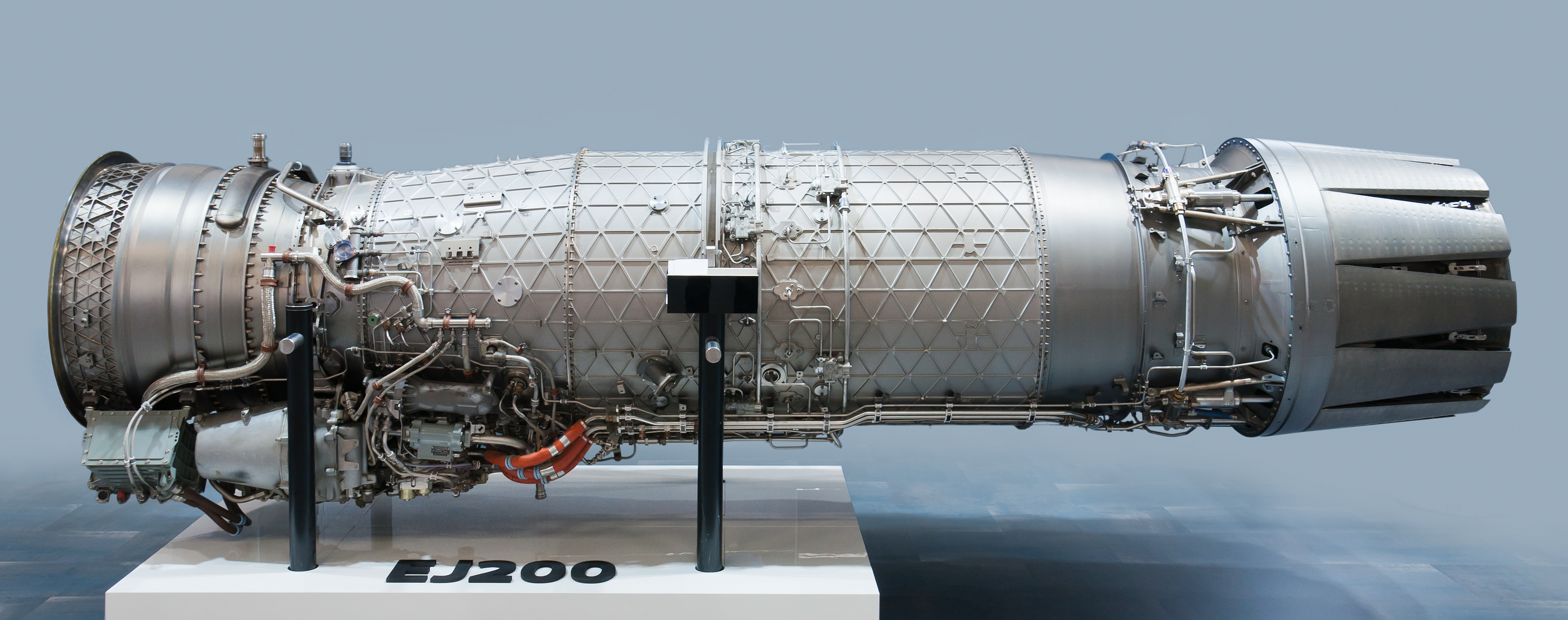
EJ200 на статичній експозиції

Eurojet EJ200 — турбореактивний двохконтурний авіаційний двигун, використовується як силова установка для винищувача Eurofighter Typhoon. Розроблений на базі демонстратора технологій  Rolls-Royce XG-40. В даний час виробляється міжнародним консорціумом EuroJet Turbo GmbH.

## Історія створення
Згідно з міжурядовою угодою чотирьох держав, Велика Британія, Німеччина, Італія і Іспанія зобов'язалися брати участь у спільній розробці і наступному виготовленні двигуна нового покоління для винищувача «Єврофайтер».
- 1983 рік — початок програми розробки двигуна (EFA-Programm) на основі двигуна RB 199 багатоцільового літака «Торнадо». За іншими даними двигун створюється на базі експериментального двигуна Rolls-Royce XG.40, стендові випробування якого проводилися в 1988 році.

- 1986 рік — рік заснування консорціуму Eurojet Turbo GmbH для проектування, розробки та подальшого випуску двигуна EJ200. Засновниками консорціуму стали: Rolls-Royce (Велика Британія), FiatAvio (Італія), ITP (Іспанія) і MTU Aero Engines (Німеччина). Консорціум Eurojet Turbo GmbH розташовується в містечку Хальберґмоос, передмісті Мюнхена, і пов'язаний договірними відносинами агентством NETMA (НАТО), у свою чергу, є партнером усіх названих держав.

## Проектні вимоги до двигуна EJ200
- Підвищена питома тяга для досягнення високої маневреності літака;
- Багаторежимність;
- Забезпечення високої питомої тяги і низького питомої витрати палива в умовах крейсерського польоту, як з дозвуковою, так і з надзвуковою швидкістю;
- Поліпшення керованості;
- Значне збільшення ресурсу двигуна та його компонентів;
- Високий рівень діагностики двигуна.

| Фірма            | Розробка вузлів                                                                                        |
| ---------------- | --- |
| MTU Aero Engines | Компресор низького і високого тиску, Модуль цифрової системи управління та діагностики двигуна (DECMU) |
| Rolls-Royce      | Камера згорання, Турбіна високого тиску, Система діагностики                                           |
| Avio             | Турбіна низького тиску, форсажна камера, Редуктор, Система змащення і охолодження                      |
| ITP              | Надзвукові регульоване вихідне сопло, Корпус форсажною камери, Кільцевій канал зовнішнього контуру     |

## Графік виробництва двигуна EJ200
- 1988 рік — Підписання контракту на розробку двигуна.
- 1991 рік — Перше випробування.
- 1994 рік — Перший політ «Єврофайтер».
- 1998 рік — Контракт на виробництво дослідної партії.
- 2000 рік — Завершення льотних випробувань і допуск до льотної експлуатації.
- 2001 рік — Поставка перших серійних двигунів.
- 2003 рік — Початок серійного виробництва при повній експлуатаційній готовності 111.
- 2004 рік — Підписання контракту на виробництво другої партії (траншу) двигунів.
- 2005 рік — В кінці серпня досягнуто напрацювання двигуна 10000 годин, на кінець жовтня поставлено 277 двигунів.
- 2007 рік — Досягнуто напрацювання двигуна 35000 годин.

## Технології, використанні у розробці двигуна
Німецька фірма MTU розробила ступені компресора низького і високого тиску, а також модуль цифрової системи електронного управління двигуном. Ступінь компресора низького тиску виконана за технологією Blisk-Technologien (Blade Integrated Disk), що передбачає виготовленні диска і лопаток з однієї заготовки. Лопатки щаблі пустотілі. Компресор високого тиску, лопатки якого виконані з вигнутою поздовжньою віссю (3D-Beschaufelung), при п'яти щаблях забезпечує ступінь стиснення 6:1. Ступінь стиснення обох ступенів компресора 26:1. Повідомлялося про виготовлення лопаток компресора з титанового сплаву IMI834. У конструкції камери згоряння використовується термоізоляційне покриття на основі керамічного матеріалу. Температура газів на вході в турбіну 1840 гр. Кельвіна з перспективою її підвищення. Турбіна високого і низького тиску — одноступінчасті, диски виконані з жароміцного порошкового сплаву, робочі лопатки — з монокристалічного сплаву низької щільності з керамічним покриттям, що містить нікель, хром та ітрій.
Обрана схема розташування двигунів «Єврофайтер», при якій обидва двигуни розташовані поруч, поставила перед розробником Eurojet Turbo надзвичайно складне завдання — спроектувати двигуни таким чином, щоб при пуску ракет розпечені продукти згоряння палива ракетного двигуна не порушували роботу силової установки літака. Попадання газового струменя з високою температурою являє для двигунів літака високу небезпеку. Наслідком високої температури газів на вході в двигун зазвичай є зрив потоку — т. зв. помпаж. Повітря не надходить більше через проточну частину компресора, а видавлюється у зворотному напрямку, на вході в компресор відбуваються пульсація повітряного потоку. За цим зазвичай слідує зрив процесу горіння в камері згоряння і зупинка двигуна. Вказана задача була успішно вирішена використанням спеціальної форсунки, випробуваної при проведенні великих (порядку 100) стендових випробувань двигуна EJ200 в Мюнхені і в Штутгарті, де обладнано спеціальну висотну камеру для випробувань ТРДДФ.

## Подальша програма розвитку
У рамках програми розвитку двигуна EJ200 проводяться роботи зі створення пристрою управління вектором тяги. Мова йде про тривимірне відхилення вектора тяги двигуна, подібно до того, як це здійснювалося за випробуваннях апарату в рамках спільного німецько-американського проекту X-31. Метою подібних заходів є:
- Забезпечення відхилення вектора тяги по всіх напрямках до 23,5 ° зі швидкістю відхилення до 110 °/с.
- Виникнення бічного зусилля величиною до 20 кН, що становить одну третину сухої тяги двигуна.
- Підвищення тягооснащеності приблизно на 7 відсотків в області надзвукових швидкостей.
- Підвищення максимальної злітної тягооснащеності приблизно на 2 відсотки.
- Забезпечення нижчого опору в області надзвукових швидкостей. Незважаючи на наявність керувальних поверхонь, можливість використання рухової установки для полегшення керованості літаком.
- Скорочення до 20 відсотків довжини розбігу при зльоті та пробігу при посадці машини, що було продемонстровано при випробуваннях прототипу Х-31.

## Характеристики двигуна
Інформація взята з Rolls-Royce plc

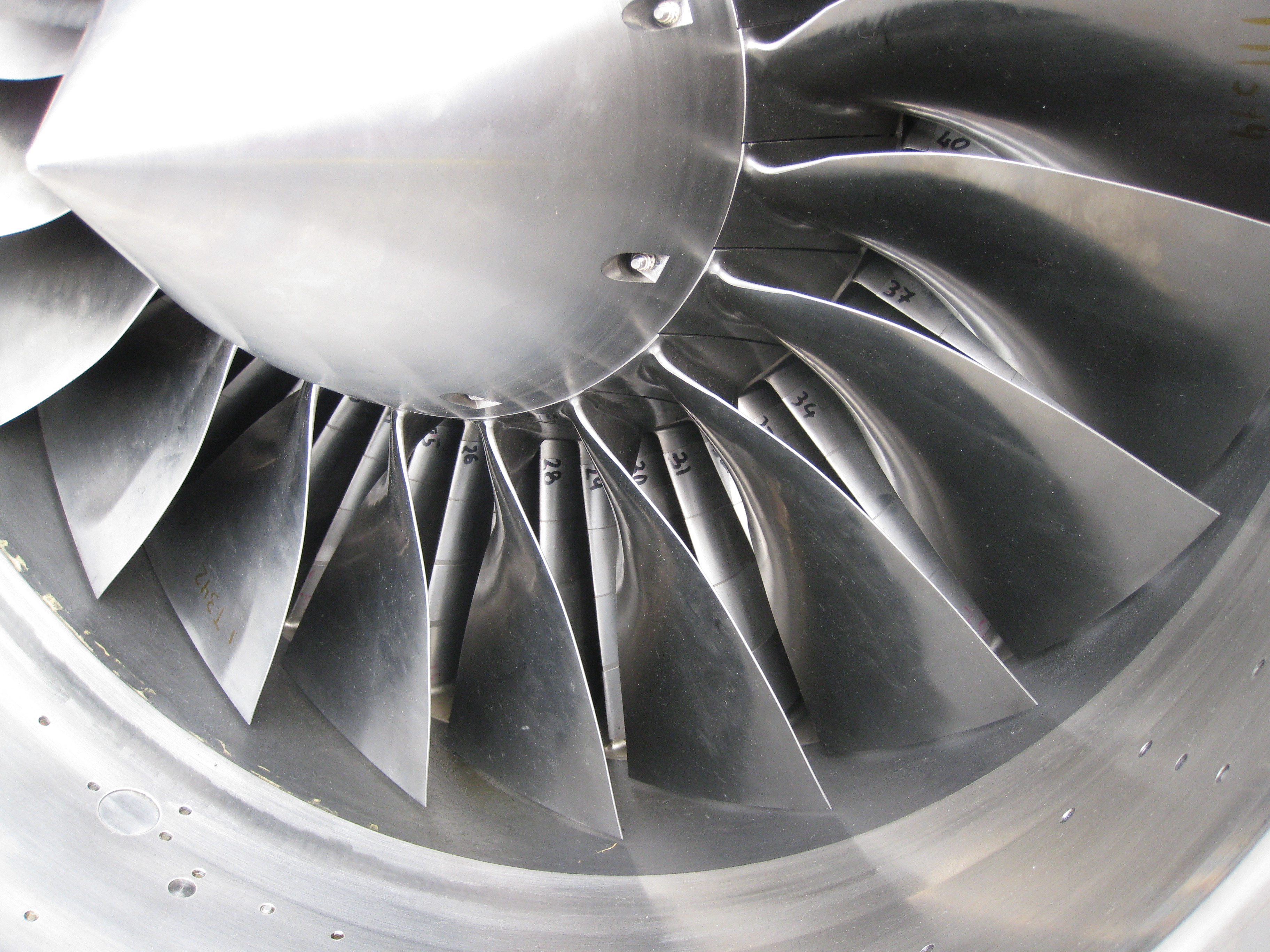
Вхідна частина компресора

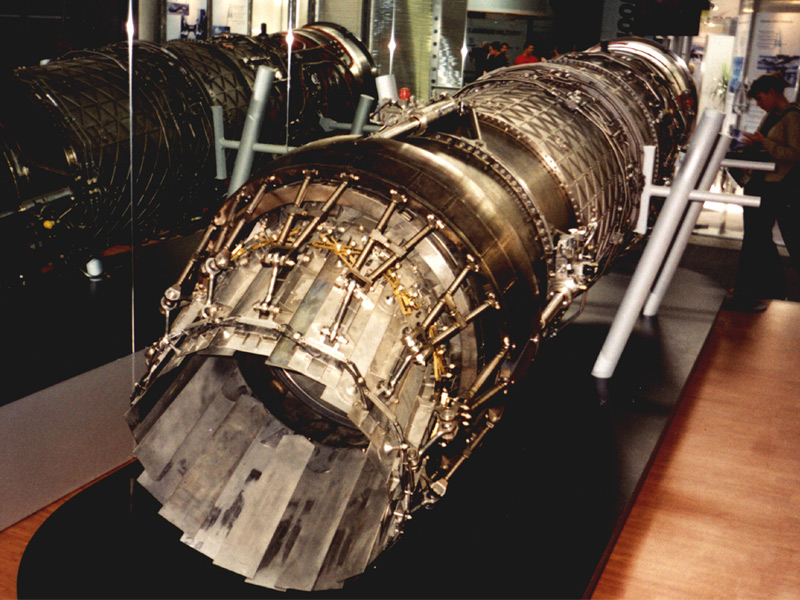
Прототип EJ200 з керованим вектором тяги

- Тип: турбореактивний двохконтурний
- Довжина: 4.0 м
- Діаметр: 0,737 м
- Суха маса: 989 кг
- Компресори:
  - 3-х ступеневий низького тиску
  - 5-и ступеневий високого тиску
- Камера згоряння: кільцева
- Турбіни:
  - одноступенева низького тиску
  - одноступенева високого тиску
- Тяга:
  - максимальна: 60 кН (6120 кгс)
  - на форсажі: 90 кН (9180 кгс)
- Ступінь двохконтурності:  0.4:1
- Температура на вході турбіни: 1527 °C
- Питома витрата палива
  - при максимальній тязі: 21 г/кНс
  - на форсажі: 47 г/кНс

Тягооснащеність: 9.175:1 (на форсажі)

## Авіаційні двигуни з подібними характеристиками
- General Electric F414
- Snecma M88
- GTRE GTX-35VS Kaveri
- Guizhou WS-13
- РД-33

## Зовнішні посилання
- Eurojet GmbH [Архівовано 31 березня 2022 у Wayback Machine.]
- Rolls-Royce EJ200 [Архівовано 5 грудня 2013 у Wayback Machine.]
- EJ200 fact sheet